# Быховский, Бернард Эммануилович
Берна́рд Эммануи́лович Быхо́вский (12 сентября 1901, Бобруйск, Минская губерния — 19 апреля 1980) — советский философ

. Доктор философских наук, профессор.

## Биография
Доктор философских наук (1941), профессор (1929). Член РКП(б) с 1920 года. Окончил факультет общественных наук БГУ в 1923. С 1929 профессор этого университета. Работал преимущественно на кафедрах философии высших учебных заведений Минска, Ташкента и Москвы.
В 1953—1973 годах — профессор кафедр философии МИНХ имени Г. В. Плеханова.

## Научная деятельность
Основные работы по проблемам диалектического и историческому материализму и истории западно-европейской и современной буржуазной философии.
Развивал представление о философии как о специальном внешненаучный способе постижения мира и проявления человеческого духа.
В 20-х неоднократно обращался к изучению психоанализа Фрейда.
Квалифицировал психоанализ как материалистическое, монистическое и диалектическое учение.
Автор одного из первых советских учебников диалектического материализма — «Очерк философии диалектического материализма», 1930.
Активный автор и редактор-организатор 3-томной «Истории философии» (1940—1943), за которую в числе других был награждён Сталинской премией.
Однако вскоре последовало осуждение Центральным Комитетом ВКП(б) третьего тома в 1944.
Б. Быховский был назван одним из виновников (вместе с В. Ф. Асмусом и Б. С. Чернышевым) «неправильного» освещения ими классической философии XVIII-XIX вв., снят с должности заведующего сектором истории философии Института философии и отправлен редактором по философии в «Большую советскую энциклопедию».
Активно участвовал в травле кибернетики как «американской лженауки», «науки рабовладельцев».

### Научные труды
- Очерк философии диалектического материализма / Б. Быховский ; Пер. с рус. А. Романовского. 1930
- Был ли Спиноза материалистом / Б.Быховский. 1928
- Фельдфебели в Вольтерах : (фашизм и философия) / Б. Быховский. 1943
- Людвиг Фейербах / Б. Быховский. 1967
- Метапсихология Фрейда / Б. Быховский. 1926
- О закономерности общественного развития : Стеногр. лекции / Б. Э. Быховский ; Воскрес. коммунист. ун-т. 1928
- Джордж Беркли / Б. Э. Быховский. 1970
- Сочинения : в. 4 т.. : [переводы] / Готфрид Вильгельм Лейбниц; [редколлегия: Б. Э. Быховский и др.]. 1982
- Гассенди. — М.: Мысль, 1974. — 204 с.
- Шопенгауэр / Б. Э. Быховский. 1975
- Кьеркегор. / Издательство «Мысль» / серия «Мыслители прошлого»/ 1972
- Метапсихология Фрейда [Микроформа] / Б. Быховский. 1969
- Философия Декарта, М. — Л., 1940
- Метод и система Гегеля, М., 1941
- Основные течения современной идеалистической философии, М., 1957
- Неотомизм — современная философия католицизма, в кн.: Наука и религия, М., 1957
- Философия неопрагматизма, М., 1959;
- Быховский Б. Э., Мееровский Б. В. Атеизм Бертрана Рассела // От Эразма Роттердамского до Бертрана Рассела: (Проблемы соврем. буржуазного гуманизма и свободомыслия): [Сборник статей] / Редколл.: И. М. Кичанова, А. Л. Субботин, Т. М. Ярошевский; Акад. обществ. наук при ЦК КПСС. Ин-т науч. атеизма. — М.: Мысль, 1969. — С. 268—302. — 303 с.
- Быховский Б. Э. Пять путей в «никуда» // Вопросы научного атеизма. Вып. 13 / Редкол. А. Ф. Окулов (отв. ред.) и др.; Акад. обществ. наук при ЦК КПСС. Ин-т научного атеизма. — М.: Мысль, 1972. — С. 221—258. — 455 с. — 16 000 экз.
- Быховский Б. Э. Религия перед судом разума (к 250-летию со дня рождения И. Канта) // Вопросы научного атеизма. Вып. 17 / Редкол. А. Ф. Окулов (отв. ред.); Акад. обществ. наук ЦК КПСС. Ин-т научного атеизма. — М.: Мысль, 1975. — С. 200—229. — 399 с. — 18 300 экз.
- Быховский Б. Э. Наука современных рабовладельцев // Наука и жизнь. 1953. No 6. С. 42-44.
- Быховский Б. Э. Кибернетика — американская лженаука // Природа. 1952. No 7. С. 125—127.

## Награды
- Сталинская премия I степени (22 марта 1943) — за научный труд «История философии», в трех томах, опубликованный: том I — в 1940 году, том II — в 1941 году, том III — в 1942 году